# العلاقات البنينية السويسرية
العلاقات البنينية السويسرية هي العلاقات الثنائية التي تجمع بين بنين وسويسرا.

## مقارنة بين البلدين
هذه مقارنة عامة ومرجعية للدولتين:
| وجه المقارنة                                              | بنين            | سويسرا                                                                                      |
| --------------------------------------------------------- | --------------- | ------------------------------------------------------------------------------------------- |
| المساحة (كم2)                                             | 114.76 ألف      | 41.28 ألف                                                                                   |
| عدد السكان (نسمة)                                         | 11.18 مليون     | 8.21 مليون                                                                                  |
| الكثافة السكانية (ن./كم²)                                 | 97.42           | 198.89                                                                                      |
| العاصمة                                                   | بورتو نوفو      | برن                                                                                         |
| اللغة الرسمية                                             | لغة فرنسية      | اللغة الألمانية، اللغة الإيطالية، لغة فرنسية، اللغة الرومانشية، الألمانية السويسرية الموحدة |
| العملة                                                    | فرنك غرب أفريقي | فرنك سويسري                                                                                 |
| الناتج المحلي الإجمالي (بليون دولار)                      | 9.27 مليار      | 678.89 مليار                                                                                |
| الناتج المحلي الإجمالي (تعادل القوة الشرائية) بليون دولار | 22.38 مليار     | 518.07 مليار                                                                                |
| الناتج المحلي الإجمالي الاسمي للفرد دولار أمريكي          | 762             | 80.94 ألف                                                                                   |
| الناتج المحلي الإجمالي للفرد دولار أمريكي                 | 2.03 ألف        | 59.54 ألف                                                                                   |
| مؤشر التنمية البشرية                                      | 0.480           | 0.930                                                                                       |
| رمز المكالمات الدولي                                      | +229            | +41                                                                                         |
| رمز الإنترنت                                              | .bj             | .ch، .swiss ‏                                                                                |
| المنطقة الزمنية                                           | ت ع م+01:00     | توقيت وسط أوروبا، ت ع م+01:00، ت ع م+02:00، أوروبا/زيورخ ‏                                   |

## منظمات دولية مشتركة
يشترك البلدان في عضوية مجموعة من المنظمات الدولية، منها:
| علم المنظمة | اسم المنظمة                               | تاريخ انضمام بنين | تاريخ انضمام سويسرا |
| ----------- | ----------------------------------------- | ----------------- | ------------------- |
|             | مؤسسة التمويل الدولية                     | 5 فبراير 1987     | 29 مايو 1992        |
|             | منظمة حظر الأسلحة الكيميائية              | ?                 | ?                   |
|             | يونسكو                                    | 18 أكتوبر 1960    | 28 يناير 1949       |
|             | البنك الإفريقي للتنمية                    | ?                 | ?                   |
|             | الاتحاد الدولي للاتصالات                  | 1961              | 1866                |
|             | الأمم المتحدة                             | 20 سبتمبر 1960    | 10 سبتمبر 2002      |
|             | منظمة الشرطة الجنائية الدولية             | ?                 | ?                   |
|             | البنك الدولي للإنشاء والتعمير             | 10 يوليو 1963     | 29 مايو 1992        |
|             | الاتحاد البريدي العالمي                   | ?                 | ?                   |
|             | مؤسسة التنمية الدولية                     | 16 سبتمبر 1963    | 29 مايو 1992        |
|             | منظمة التجارة العالمية                    | ?                 | ?                   |
|             | المركز الدولي لتسوية المنازعات الاستشارية | 14 أكتوبر 1966    | 14 يونيو 1968       |
|             | وكالة ضمان الاستثمار متعدد الأطراف        | 26 سبتمبر 1994    | 12 أبريل 1988       |

## وصلات خارجية
- موقع وزارة الخارجية السويسرية